# ヴァンス (アルプ＝マリティーム県)
ヴァンス（フランス語:Vence、プロヴァンス語:Vença）は、フランス、プロヴァンス＝アルプ＝コート・ダジュール地域圏アルプ＝マリティーム県のコミューン。

## 地理
ニースから20kmの位置にある。海と山の間にあり、ヴァンス峠の中間地である。石灰岩質の山々は非常に険しい形状である。夏は暑く、冬は厳しい気候で、海岸よりも山間部がより顕著である。

## 歴史
ヴァンスには、太古の時代にまでさかのぼる人の営みの痕跡がある。baous洞窟群は旧石器時代と新石器時代に人が暮らしていた。青銅器時代と鉄器時代には、これら洞窟の数箇所が羊飼いの納屋や避難所となっていたようである。
我々は一定の標高の高い場所に設けられた要塞（オッピドゥム）に関心を向けなければならない。鉄器時代の終わりにはこの場所は最大の人口を擁した。
アウグストゥスによってアルプスが征服される以前、紀元前1世紀最後の25年間にアルプ＝マリティーム県に地区が創設される前に、ヴァンス周囲はネルシイ族の勢力下にあった。ネルシイ族はアウグストゥスによって征服され、この勝利を記念して建設されたトロパエウム・アルピヌム（en）に敗れた他の部族と同様にネルシイの名が刻まれている。
時が移り、ヴァンスの町が生まれ、都市となった。ヴァンスの古代都市の遺構は主として中心市街の地下から発見されているが、ヴェンティアナを経由したローマ街道を除いてその境界は大部分が不明なままである。リグーリア人によってつくられた町はローマの町 Vintium となり、キリスト教の影響力が強まって4世紀から司教座が置かれた。コンスタンティヌス帝時代には司教がいた。確認できる最古の司教は、442年に亡くなっているセウェルスである。
カール大帝の死後に王国が分割されると、ヴァンスとプロヴァンスは神聖ローマ帝国に併合された。
フランス革命まで、ヴァンスの町はヴィルヌーヴ男爵家の支配下にあった。プロヴァンス伯爵の執政官であったロメ（fr）は、ヴィルヌーヴ家のヴァンス系統の開祖である。そしてヴァンス司教はヴァンスの共同領主であった。
15世紀、ヴァンス司教を務めたのが後のローマ教皇パウルス3世（俗名アレッサンドロ・ファルネーゼ）であった。革命期に最後の司教であったジョゼフ・ピサニは、革命憲法への忠誠を拒否したため政府から司教職を解かれた。

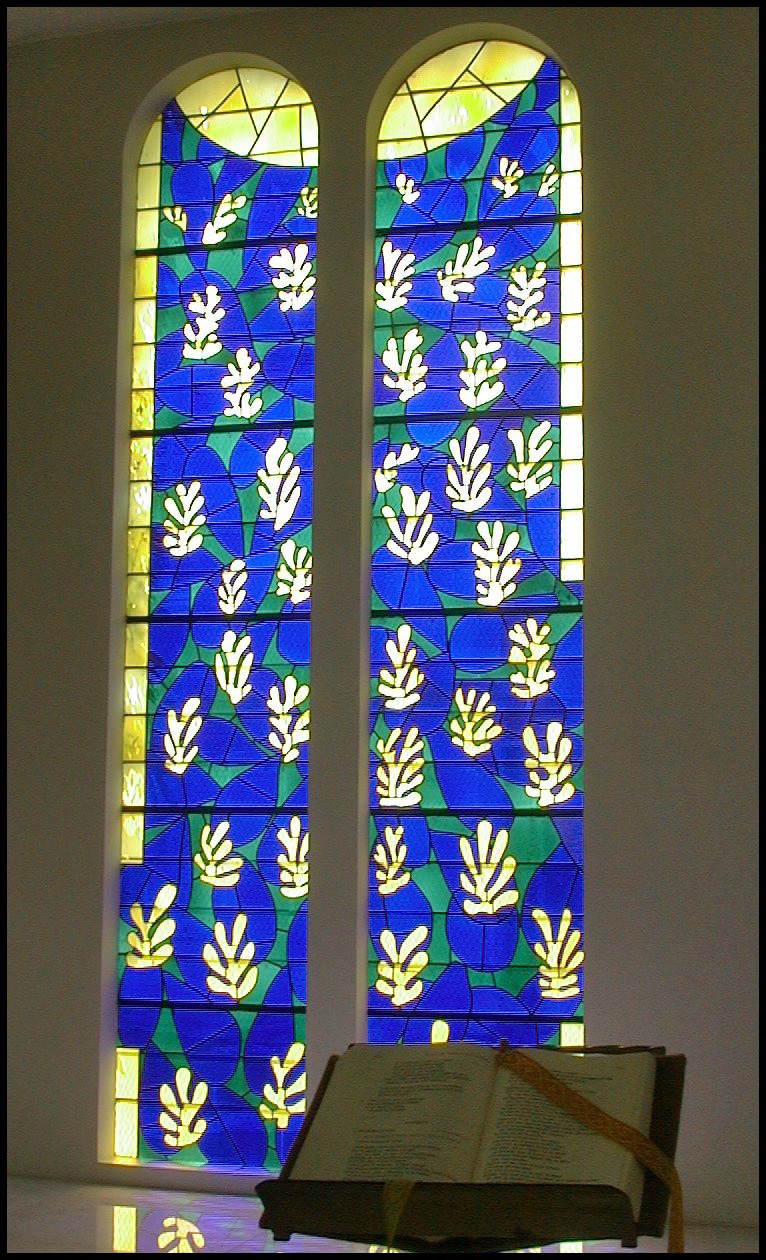
ヴァンス礼拝堂のステンドグラス

1943年、アンリ・マティスはモン・レーヴという別荘をヴァンスにかまえて移住した。マティスは、「マティス礼拝堂」ともいわれるロゼール礼拝堂内装すべてを手がけた。

## 姉妹都市
- ラーンシュタイン、ドイツ
- ウアイグヤ、ブルキナファソ
- スタンフォード、イギリス